# Francesca Musiani
 (octobre 2024).
Si vous disposez d'ouvrages ou d'articles de référence ou si vous connaissez des sites web de qualité traitant du thème abordé ici, merci de compléter l'article en donnant les références utiles à sa vérifiabilité et en les liant à la section « Notes et références ».
Francesca Musiani est une sociologue italienne travaillant en France. Sa spécialité est la sociologie des techniques, plus précisément les questions politiques autour de l'Internet. Elle est une des fondatrices et la directrice du Centre Internet et Société du CNRS.
Ses sujets de recherche actuels sont les méthodes et cadres théoriques de la gouvernance d’Internet, les approches STS ("science and technology studies") de la gouvernance de l’Internet, les architectures décentralisées et distribuées de l’Internet, avec leurs implications sociales, économiques, et juridiques, la censure et le contrôle de l'information en ligne,,, le numérique et la vie privée (en particulier, les solutions techniques de protection de la vie privée : chiffrement, "privacy by design") et la sécurité informatique et cybersécurité au prisme des sciences humaines et sociales.

## Biographie
Après son doctorat à l'École des mines en 2012, Francesca Musiani a été chercheuse associée au Berkman Klein Center de 2012 à 2014. Elle est entrée au CNRS en 2014, chargée de recherche de 2014 à 2024, puis directrice de recherche à partir de 2024. Elle a participé à la fondation du Centre Internet et Société en 2019. Elle en a été la directrice adjointe de 2019 à 2025, puis directrice à partir du 1er janvier 2025,.

## Publications
- L’avenir d’Internet : unité ou fragmentation ? (livre), Le bord de l'eau, 2024
- Genèse d’un autoritarisme numérique (livre), Presses des Mines (lire en ligne)
- (en) Concealing for freedom (livre), Mattering Press, 2022 (lire en ligne)
- Pièces d'Internet, jeux de pouvoir: Penser la gouvernance d'Internet à partir des infrastructures (habilitation à diriger des recherches), 2022 (lire en ligne)
- Qu’est-ce qu’une archive du web ? (livre), 2019 (lire en ligne)
- Internet et vie privée (livre), UPPR Éditions, 2017 (présentation en ligne)
- Nains sans géants : architecture décentralisée et services Internet (thèse), 2012 (présentation en ligne)

## Prix et distinctions
- 2023 : Prix Cyber Chercheuse - France du Cercle des Femmes de la Cybersécurité[12],[13],[10]
- 2023 : Lauréate, Prix de la Fondation pour les Sciences Sociales, Promotion 2023-2024 « Un monde en guerre ? »[14]
- 2013 : Lauréate, Prix de thèse Informatique et Libertés décerné par la CNIL[15],[16]

## Collaborations diverses
- Avec le Parlement européen pour le rapport « 'Splinternets': Addressing the renewed debate on internet fragmentation »[17]
- Membre du conseil scientifique de l'ANSSI
- Membre du bureau de l'ISOC France